# لیوتیرونین
لیوتیرونین(به انگلیسی: Liothyronine) یکی از شکل‌های تولید شده از تری‌یدوتیرونین(T۳) است که نوعی هورمون تیروئیدی است. این دارو بیشتر برای درمان کم‌کاری تیروئید و Myxedema coma استفاده می‌شود. این دارو به صورت خوراکی یا تزریق داخل وریدی تجویز می‌شود.
در صورت مصرف بیش از حد دارو ممکن است عوارض جانبی ایجاد شود که شامل کاهش وزن، تب، سردرد، اضطراب، مشکلات خواب، آریتمی قلبی، و نارسایی قلبی است. استفاده در دوران بارداری و شیردهی به‌طور کلی بی خطر است. آزمایشات منظم خون برای اطمینان از مناسب بودن دوز مصرفی توصیه می‌شود.
لیوتیرونین در سال ۱۹۵۶ برای استفاده پزشکی تأیید شد. همکنون به عنوان یک داروی ژنریک موجود است. در سال ۲۰۱۷، این دارو با بیش از ۳ میلیون نسخه ۱۹۳امین داروی رایج در ایالات متحده بود.